# Glendullan
Glendullan est une distillerie de whisky située à Dufftown, dans la région de Moray en Écosse.
La distillerie fut fondée en 1897 par la firme d’assembleurs William Williams & Sons. Elle fut ensuite rachetée par Distillers Company Limited en 1926. En raison de la pénurie d'orge durant la seconde guerre mondiale, la distillerie resta fermée de 1940 à 1947. En 1972, une nouvelle distillerie (« Glendullan 2 ») fut construite à côté de la première. Les deux distilleries fonctionnèrent en parallèle jusqu'à la fermeture de « Glendullan 1 », en 1985. Glendullan devint la propriété de Guinness en 1986, à la suite du rachat de Distillers Company Limited. Elle appartient désormais à Diageo, groupe issu de la fusion de Guinness et de Grand Metropolitan en 1997.